# Ведано ал Ламбро
Ведано ал Ламбро (итал. Vedano al Lambro) је насеље у Италији у округу Монца и Бријанца, региону Ломбардија.
Према процени из 2011. у насељу је живело 7426 становника. Насеље се налази на надморској висини од 186 м.

## Становништво
| 1931. | 1936. | 1951. | 1961. | 1971. | 1981. | 1991. | 2001. | 2011. |
| ----- | ----- | ----- | ----- | ----- | ----- | ----- | ----- | ----- |
| 2.199 | 2.403 | 2.927 | 3.688 | 5.038 | 6.725 | 7.155 | 7.649 | 7.426 |